# Hyalyris deuscula
Hyalyris deuscula är en fjärilsart som beskrevs av Fox 1943. Hyalyris deuscula ingår i släktet Hyalyris och familjen praktfjärilar. Inga underarter finns listade i Catalogue of Life.